# Vital'O FC
Vital'O Footbal Club este un club de fotbal din orașul Bujumbura, care concurează în prima ligă de fotbal din Burundi. 

## Istoria clubului
Fondată în 1957 sub numele RWANDA FC, și-a schimbat succesiv denumirea din motive de publicitate și sponsorizare.
- 1957 - 1967 : RWANDA F.C.
- 1968 - 1971 : Alteco F.C (fabrică de materiale de zinc)
- 1972 - 1976 : T.P BATA (fabrica de pantofi)
- 1977 până în prezent: VITAL’O FC: (O apă spumantă de la fabrica de bere națională din Burundi). Sponsorul BRARUDI a fost arestat de mai bine de 10 ani.
Cu douăzeci de titluri de ligă și paisprezece cupe naționale, Vital'O este de departe cel mai de succes club din țară. În plus, este singura echipă burundiană care a câștigat un trofeu internațional, și anume Cupa inter-club Kagame, câștigată în 2013. Vital'O a ajuns și în finala Cupa Cupelor a Africii în 1992, este singura echipă din țară care a ajuns în finala unei competiții continentale. În 2019, clubul a văzut sosirea unui nou investitor. Didier Vandenkerckhove, om de afaceri belgian care împreună cu compania sa de investiții Vital Invest a cumpărat clubul și s-a angajat să investească 450 de milioane de franci burundieni în materiale și echipamente, dar și în funcționarea clubului.

## Palmares
| Competiții Naționale | Competiții Internaționale |
| - Campionatul Burundi (21) : - Campion : 1971, 1979, 1980, 1981, 1983, 1984, 1986, 1990, 1994, 1996, 1998, 1999, 2000, 2006, 2007, 2009, 2010, 2012, 2015, 2016, 2024. - Vice-campioni : 1976, 1977, 1978, 1982, 1987, 1989, 1991, 1993, 2008. - Cupa Burundi (14) : - Câștigători : 1982, 1985, 1986, 1988, 1989, 1991, 1993, 1994, 1995, 1996, 1997, 1999, 2015, 2018. - Finalistă : 2012, 2016. | - Liga Campionilor CAF : - Sferturi (1) - 1985. - Cupa Kagame : - Câștigători (1) - 2013. - Cupa Cupelor CAF : - Finalistă (1) - 1992. |

### Finala
| Finala jucată de Vital'O în Cupa Cupelor a Africii | Finala jucată de Vital'O în Cupa Cupelor a Africii | Finala jucată de Vital'O în Cupa Cupelor a Africii | Finala jucată de Vital'O în Cupa Cupelor a Africii | Finala jucată de Vital'O în Cupa Cupelor a Africii |
| Finala Pierdută                                    | Finala Pierdută                                    | Finala Pierdută                                    | Finala Pierdută                                    |                                                    |
| Anul                                               | Finalistă                                          | Scor                                               | Adversar                                           |                                                    |
| -------------------------------------------------- | -------------------------------------------------- | -------------------------------------------------- | -------------------------------------------------- | -------------------------------------------------- |
| 1992                                               | Vital'O                                            | 1 - 5                                              | Africa Sports                                      |                                                    |

## Legături externe
- Profilul clubului
- Transfermarkt
- Site-ul Federației de Fotbal din Burundi (FFB)